# Wereldbeker rodelen 2015/2016
De wereldbeker rodelen (op kunstijsbanen) in het seizoen 2015/2016 (officieel: Viessmann Luge World Cup 2015/2016) ving aan op 28 november 2015 en eindigde op 21 februari. De competitie werd georganiseerd door de FIL.
De competitie omvatte dit seizoen negen wedstrijden met de drie traditionele onderdelen bij het rodelen. Bij de mannen individueel en dubbel en bij de vrouwen individueel. Bij zes wedstrijden wordt er een landenwedstrijd georganiseerd waarover eveneens een WB-klassement werd opgemaakt. 
De titels gingen dit seizoen naar de Duitser Felix Loch (individueel), het Duitse duo Tobias Wendl en Tobias Arlt (dubbel) bij de mannen, de Duitse Natalie Geisenberger (individueel) bij de vrouwen en Duitsland in het landenklassement.

## Wereldbekerpunten
In elke wereldbekerwedstrijd zijn afhankelijk van de behaalde plaats een vast aantal punten te verdienen. De rodelaar met de meeste punten aan het eind van het seizoen wint de wereldbeker. De top 24 bij de solisten en de top 20 bij de dubbel na de eerste run gaan verder naar de tweede run, de overige deelnemers krijgen hun punten toegekend op basis van hun klassering na de eerste run. De onderstaande tabel geeft de punten per plaats weer.
| Plaats | 1   | 2  | 3  | 4  | 5  | 6  | 7  | 8  | 9  | 10 | 11 | 12 | 13 | 14 | 15 | 16 | 17 | 18 | 19 | 20 | 21 | 22 | 23 | 24 | 25 | 26 | 27 | 28 | 29 | 30 | 31 | 32 | 33 | 34 | 35 | 36 | 37 | 38 | 39 | 40+ |
| Punten | 100 | 85 | 70 | 60 | 55 | 50 | 46 | 42 | 39 | 36 | 34 | 32 | 30 | 28 | 26 | 25 | 24 | 23 | 22 | 21 | 20 | 19 | 18 | 17 | 16 | 15 | 14 | 13 | 12 | 11 | 10 | 9  | 8  | 7  | 6  | 5  | 4  | 3  | 2  | 1   |

## Mannen individueel

### Uitslagen
| Datum | Plaats           | Opmerking | Eerste              | Tweede              | Derde               |
| --- | ---------------- | --------- | ------------------- | ------------------- | ------------------- |
| 29/11/2015                                                                                                | Igls             |           | Dominik Fischnaller | Armin Frauscher     | Wolfgang Kindl      |
| 04/12/2015                                                                                                | Lake Placid      |           | Chris Mazdzer       | Tucker West         | Wolfgang Kindl      |
| 12/12/2015                                                                                                | Park City        |           | Chris Mazdzer       | Wolfgang Kindl      | Felix Loch          |
| 12/12/2015                                                                                                | Park City        | Sprint    | Wolfgang Kindl      | Dominik Fischnaller | Felix Loch          |
| 19/12/2015                                                                                                | Calgary          |           | Felix Loch          | Chris Mazdzer       | Wolfgang Kindl      |
| 19/12/2015                                                                                                | Calgary          | Sprint    | Felix Loch          | Roman Repilov       | Wolfgang Kindl      |
| 10/01/2016                                                                                                | Sigulda          |           | Felix Loch          | Semjon Pavlitsjenko | Tucker West         |
| 16/01/2016                                                                                                | Oberhof          |           | Felix Loch          | Andi Langenhan      | Ralf Palik          |
| 17/01/2016                                                                                                | Oberhof          | Sprint    | Felix Loch          | Andi Langenhan      | Ralf Palik          |
| 29 t/m 31 januari 2016: Wereldkampioenschappen rodelen 2016 in Königssee (telt niet mee voor wereldbeker) |                  |           |                     |                     |                     |
| 07/02/2016                                                                                                | Krasnaja Poljana |           | Felix Loch          | Wolfgang Kindl      | Dominik Fischnaller |
| 14/02/2016                                                                                                | Altenberg        |           | Felix Loch          | Roman Repilov       | Chris Mazdzer       |
| 21/02/2016                                                                                                | Winterberg       |           | Stepan Fjodorov     | Chris Mazdzer       | Dominik Fischnaller |

### Eindstanden
| Wereldbeker algemeen | Wereldbeker algemeen | Wereldbeker algemeen | Wereldbeker algemeen |
| #                    | Naam                 | Land                 | Punten               |
| -------------------- | -------------------- | -------------------- | -------------------- |
| 1                    | Felix Loch           | GER                  | 940                  |
| 2                    | Wolfgang Kindl       | AUT                  | 795                  |
| 3                    | Chris Mazdzer        | USA                  | 700                  |
| 4                    | Ralf Palik           | GER                  | 628                  |
| 5                    | Andi Langenhan       | GER                  | 617                  |
| 6                    | Dominik Fischnaller  | ITA                  | 590                  |
| 7                    | Tucker West          | USA                  | 524                  |
| 8                    | Johannes Ludwig      | GER                  | 481                  |
| 9                    | Roman Repilov        | RUS                  | 395                  |
| 10                   | Semjon Pavlitsjenko  | RUS                  | 377                  |

| Wereldbeker sprint | Wereldbeker sprint  | Wereldbeker sprint | Wereldbeker sprint |
| #                  | Naam                | Land               | Tijd               |
| ------------------ | ------------------- | ------------------ | ------------------ |
| 1                  | Felix Loch          | GER                | 1.31,739           |
| 2                  | Wolfgang Kindl      | AUT                | 1.32,165           |
| 3                  | Johannes Ludwig     | GER                | 1.32,532           |
| 4                  | Andi Langenhan      | GER                | 1.32,647           |
| 5                  | Dominik Fischnaller | ITA                | 1.32,714           |
| 6                  | Ralf Palik          | GER                | 1.32,723           |
| 7                  | Tucker West         | USA                | 1.32,790           |
| 8                  | Chris Mazdzer       | USA                | 1.33,122           |

## Mannen dubbel

### Uitslagen
| Datum | Plaats           | Onderdeel | Eerste                                    | Tweede                                     | Derde                                      |
| --- | ---------------- | --------- | ----------------------------------------- | ------------------------------------------ | ------------------------------------------ |
| 29/11/2015                                                                                                | Igls             |           | Duitsland Toni Eggert Sascha Benecken     | Oostenrijk Peter Penz Georg Fischler       | Duitsland Tobias Wendl Tobias Arlt         |
| 04/12/2015                                                                                                | Lake Placid      |           | Duitsland Toni Eggert Sascha Benecken     | Oostenrijk Peter Penz Georg Fischler       | Letland Andris Šics Juris Šics             |
| 12/12/2015                                                                                                | Park City        |           | Duitsland Tobias Wendl Tobias Arlt        | Duitsland Toni Eggert Sascha Benecken      | Oostenrijk Peter Penz Georg Fischler       |
| 12/12/2015                                                                                                | Park City        | Sprint    | Italië Christian Oberstolz Patrick Gruber | Duitsland Tobias Wendl Tobias Arlt         | Duitsland Toni Eggert Sascha Benecken      |
| 19/12/2015                                                                                                | Calgary          |           | Duitsland Toni Eggert Sascha Benecken     | Oostenrijk Peter Penz Georg Fischler       | Duitsland Tobias Wendl Tobias Arlt         |
| 19/12/2015                                                                                                | Calgary          | Sprint    | Duitsland Tobias Wendl Tobias Arlt        | Duitsland Toni Eggert Sascha Benecken      |                                            |
| 19/12/2015                                                                                                | Calgary          | Sprint    | Duitsland Tobias Wendl Tobias Arlt        | Oostenrijk Peter Penz Georg Fischler       |                                            |
| 09/01/2016                                                                                                | Sigulda          |           | Duitsland Tobias Wendl Tobias Arlt        | Letland Oskars Gudramovičs Pēteris Kalniņš | Oostenrijk Peter Penz Georg Fischler       |
| 16/01/2016                                                                                                | Oberhof          |           | Duitsland Tobias Wendl Tobias Arlt        | Duitsland Toni Eggert Sascha Benecken      | Oostenrijk Peter Penz Georg Fischler       |
| 17/01/2016                                                                                                | Oberhof          | Sprint    | Duitsland Tobias Wendl Tobias Arlt        | Duitsland Toni Eggert Sascha Benecken      | Letland Andris Šics Juris Šics             |
| 29 t/m 31 januari 2016: Wereldkampioenschappen rodelen 2016 in Königssee (telt niet mee voor wereldbeker) |                  |           |                                           |                                            |                                            |
| 06/02/2016                                                                                                | Krasnaja Poljana |           | Duitsland Tobias Wendl Tobias Arlt        | Rusland Andrej Bogdanov Andrej Medvedev    | Italië Christian Oberstolz Patrick Gruber  |
| 14/02/2016                                                                                                | Altenberg        |           | Duitsland Toni Eggert Sascha Benecken     | Duitsland Tobias Wendl Tobias Arlt         | Oostenrijk Peter Penz Georg Fischler       |
| 21/02/2016                                                                                                | Winterberg       |           | Duitsland Toni Eggert Sascha Benecken     | Duitsland Tobias Wendl Tobias Arlt         | Letland Oskars Gudramovičs Pēteris Kalniņš |

### Eindstanden
| Wereldbeker algemeen | Wereldbeker algemeen               | Wereldbeker algemeen | Wereldbeker algemeen |
| #                    | Naam                               | Land                 | Punten               |
| -------------------- | ---------------------------------- | -------------------- | -------------------- |
| 1                    | Tobias Wendl Tobias Arlt           | GER                  | 1037                 |
| 2                    | Toni Eggert Sascha Benecken        | GER                  | 962                  |
| 3                    | Peter Penz Georg Fischler          | AUT                  | 785                  |
| 4                    | Christian Oberstolz Patrick Gruber | ITA                  | 668                  |
| 5                    | Matthew Mortensen Jayson Terdiman  | USA                  | 532                  |
| 6                    | Andris Šics Juris Šics             | LAT                  | 530                  |
| 7                    | Ludwig Rieder Patrick Rastner      | ITA                  | 486                  |
| 8                    | Andrej Bogdanov Andrej Medvedev    | RUS                  | 482                  |
| 9                    | Robin Geueke David Gamm            | GER                  | 481                  |
| 10                   | Tristan Walker Justin Snith        | CAN                  | 449                  |

| Wereldbeker sprint | Wereldbeker sprint                   | Wereldbeker sprint | Wereldbeker sprint |
| #                  | Naam                                 | Land               | Tijd               |
| ------------------ | ------------------------------------ | ------------------ | ------------------ |
| 1                  | Tobias Wendl Tobias Arlt             | GER                | 1.35,013           |
| 2                  | Toni Eggert Sascha Benecken          | GER                | 1.35,320           |
| 3                  | Peter Penz Georg Fischler            | AUT                | 1.35,378           |
| 4                  | Christian Oberstolz Patrick Gruber   | ITA                | 1.35,658           |
| 5                  | Matthew Mortensen Jayson Terdiman    | USA                | 1.35,780           |
| 6                  | Aleksandr Denisjev Vladislav Antonov | RUS                | 1.36,186           |
| 7                  | Thomas Steu Lorenz Koller            | AUT                | 1.36,197           |
| 8                  | Tristan Walker Justin Snith          | CAN                | 1.36,222           |
| 9                  | Ludwig Rieder Patrick Rastner        | ITA                | 1.36,325           |
| 10                 | Robin Geueke David Gamm              | GER                | 1.36,448           |

## Vrouwen individueel

### Uitslagen
| Datum | Plaats           | Onderdeel | Eerste               | Tweede               | Derde                |
| --- | ---------------- | --------- | -------------------- | -------------------- | -------------------- |
| 29/11/2015                                                                                                | Igls             |           | Dajana Eitberger     | Natalie Geisenberger | Alex Gough           |
| 04/12/2015                                                                                                | Lake Placid      |           | Erin Hamlin          | Emily Sweeney        | Summer Britcher      |
| 12/12/2015                                                                                                | Park City        |           | Summer Britcher      | Erin Hamlin          | Dajana Eitberger     |
| 12/12/2015                                                                                                | Park City        | Sprint    | Summer Britcher      | Erin Hamlin          | Dajana Eitberger     |
| 19/12/2015                                                                                                | Calgary          |           | Natalie Geisenberger | Erin Hamlin          | Summer Britcher      |
| 19/12/2015                                                                                                | Calgary          | Sprint    | Summer Britcher      | Dajana Eitberger     | Tatjana Ivanova      |
| 10/01/2016                                                                                                | Sigulda          |           | Tatjana Ivanova      | Tatjana Hüfner       | Natalie Geisenberger |
| 16/01/2016                                                                                                | Oberhof          |           | Tatjana Hüfner       | Natalie Geisenberger | Dajana Eitberger     |
| 17/01/2016                                                                                                | Oberhof          | Sprint    | Natalie Geisenberger | Dajana Eitberger     | Tatjana Hüfner       |
| 29 t/m 31 januari 2016: Wereldkampioenschappen rodelen 2016 in Königssee (telt niet mee voor wereldbeker) |                  |           |                      |                      |                      |
| 07/02/2016                                                                                                | Krasnaja Poljana |           | Tatjana Ivanova      | Viktoria Demtsjenko  | Natalie Geisenberger |
| 14/02/2016                                                                                                | Altenberg        |           | Tatjana Hüfner       | Elīza Cauce          | Tatjana Ivanova      |
| 21/02/2016                                                                                                | Winterberg       |           | Tatjana Hüfner       | Natalie Geisenberger | Tatjana Ivanova      |

### Eindstanden
| Wereldbeker algemeen | Wereldbeker algemeen | Wereldbeker algemeen | Wereldbeker algemeen |
| #                    | Naam                 | Land                 | Punten               |
| -------------------- | -------------------- | -------------------- | -------------------- |
| 1                    | Natalie Geisenberger | GER                  | 895                  |
| 2                    | Tatjana Ivanova      | RUS                  | 771                  |
| 3                    | Tatjana Hüfner       | GER                  | 769                  |
| 4                    | Erin Hamlin          | USA                  | 747                  |
| 5                    | Summer Britcher      | USA                  | 726                  |
| 6                    | Dajana Eitberger     | GER                  | 712                  |
| 7                    | Elīza Cauce          | LAT                  | 583                  |
| 8                    | Emily Sweeney        | USA                  | 537                  |
| 9                    | Viktoria Demtsjenko  | RUS                  | 425                  |
| 10                   | Kimberley McRae      | CAN                  | 391                  |

| Wereldbeker sprint | Wereldbeker sprint   | Wereldbeker sprint | Wereldbeker sprint |
| #                  | Naam                 | Land               | Tijd               |
| ------------------ | -------------------- | ------------------ | ------------------ |
| 1                  | Dajana Eitberger     | GER                | 1.30,016           |
| 2                  | Natalie Geisenberger | GER                | 1.30,061           |
| 3                  | Summer Britcher      | USA                | 1.30,132           |
| 4                  | Tatjana Ivanova      | RUS                | 1.30,279           |
| 5                  | Tatjana Hüfner       | GER                | 1.30,344           |
| 6                  | Emily Sweeney        | USA                | 1.30,543           |
| 7                  | Elīza Cauce          | LAT                | 1.30,692           |
| 8                  | Erin Hamlin          | USA                | 1.30,727           |
| 9                  | Viktoria Demtsjenko  | RUS                | 1.30,784           |
| 10                 | Kimberley McRae      | CAN                | 1.30,834           |

## Landenwedstrijd
De landenwedstrijden (officieel: Viessmann Team Relay World Cup presented by BMW) vinden plaats in de vorm van een soort estafette, waarbij de volgende rodelslee van het team pas van start mag gaan als de voorgaande rodelslee is gefinisht, de startvolgorde kan per wedstrijd verschillen.

#### Uitslagen
| Datum | Plaats           | Eerste                                                                      | Tweede                                                                       | Derde                                                                       |
| --- | ---------------- | --------------------------------------------------------------------------- | ---------------------------------------------------------------------------- | --------------------------------------------------------------------------- |
| 29/11/2015                                                                                                | Igls             | Duitsland Dajana Eitberger Andi Langenhan Toni Eggert Sascha Benecken       | Letland Elīza Cauce Artūrs Dārznieks Andris Šics Juris Šics                  | Italië Sandra Robatscher Dominik Fischnaller Ludwig Rieder Patrick Rastner  |
| 06/12/2015                                                                                                | Lake Placid      | Verenigde Staten Erin Hamlin Chris Mazdzer Justin Krewson Andrew Sherk      | Letland Elīza Cauce Inārs Kivlenieks Andris Šics Juris Šics                  | Rusland Tatjana Ivanova Semjon Pavlitsjenko Andrej Bogdanov Andrej Medvedev |
| 10/01/2016                                                                                                | Sigulda          | Duitsland Tatjana Hüfner Felix Loch Tobias Wendl Tobias Arlt                | Letland Elīza Cauce Artūrs Dārznieks Oskars Gudramovičs Pēteris Kalniņš      | Rusland Tatjana Ivanova Semjon Pavlitsjenko Andrej Bogdanov Andrej Medvedev |
| 29 t/m 31 januari 2016: Wereldkampioenschappen rodelen 2016 in Königssee (telt niet mee voor wereldbeker) |                  |                                                                             |                                                                              |                                                                             |
| 07/02/2016                                                                                                | Krasnaja Poljana | Rusland Tatjana Ivanova Semjon Pavlitsjenko Andrej Bogdanov Andrej Medvedev | Duitsland Natalie Geisenberger Felix Loch Tobias Wendl Tobias Arlt           | Oostenrijk Miriam Kastlunger Wolfgang Kindl Peter Penz Georg Fischler       |
| 14/02/2016                                                                                                | Altenberg        | Duitsland Tatjana Hüfner Felix Loch Toni Eggert Sascha Benecken             | Canada Kimberley McRae Mitchel Malyk Tristan Walker Justin Snith             | Letland Elīza Cauce Artūrs Dārznieks Andris Šics Juris Šics                 |
| 21/02/2016                                                                                                | Winterberg       | Canada Arianne Jones Mitchel Malyk Tristan Walker Justin Snith              | Rusland Tatjana Ivanova Stepan Fjodorov Aleksandr Denisjev Vladislav Antonov | Oostenrijk Miriam Kastlunger Wolfgang Kindl Thomas Steu Lorenz Koller       |

### Eindstand
| #  | Land             | Punten |
| -- | ---------------- | ------ |
| 1  | Duitsland        | 491    |
| 2  | Rusland          | 385    |
| 3  | Verenigde Staten | 375    |
| 4  | Canada           | 355    |
| 5  | Letland          | 325    |
| 6  | Italië           | 322    |
| 7  | Oostenrijk       | 286    |
| 8  | Polen            | 227    |
| 9  | Roemenië         | 216    |
| 10 | Tsjechië         | 156    |